# ژان لوک روتی
ژان لوک روتی (انگلیسی: Jean-Luc Ruty؛ زادهٔ ۵ ژوئیهٔ ۱۹۵۹) بازیکن فوتبال اهل فرانسه است.
از باشگاه‌هایی که در آن بازی کرده‌است می‌توان به باشگاه فوتبال سوشو و باشگاه فوتبال تولوز اشاره کرد.
وی همچنین در تیم ملی فوتبال زیر ۲۱ سال فرانسه بازی کرده‌است.